# アイからはじまる
『アイからはじまる』は、雪丸もえによる日本の漫画作品。『りぼん』（集英社）2009年7月号から2009年9月号まで連載された。

## あらすじ
超恥ずかしがり屋で目立たない15歳のアイは、小学校の時の初恋の相手、徳沢くんと再会する…。徳沢くんは、目立たない自分のことなんてもう忘れてると思っていたけど…。

## 登場人物
佐倉アイ
主人公。恥ずかしがり屋で、目立たない性格。高校に入った最初の夏に、小学校のときの初恋の相手、徳沢くんに再会する。「アイ」は、太陽のおばあちゃんと同じ名前で、アイばーちゃんというあだ名がつけられていたらしい。
徳沢太陽
アイの初恋の相手。見た目が不良なため、女の子は怖がって誰も近づかないらしい。金髪なのはクォーターなため。喧嘩っ早い。
舞美
通称・まいみん。アイの親友で、しっかり者。

## 書誌情報
- 雪丸もえ 『アイからはじまる』 集英社 〈りぼんマスコットコミックス〉、全1巻 
  1. 2009年10月15日発売[1]、『りぼん』2009年7月号 - 9月号、ISBN 978-4-08-867017-1
    - シュガーレス・キス（『りぼんスペシャル』2009年冬休み大増刊号）
    - ツンデ恋情（『りぼんスペシャルハート』2009年夏の大増刊号）
    - アイからはじまる 番外編（）